# Mittal Steel Company
Mittal Steel Company N.V. è stata una società siderurgica, una delle più grandi al mondo. Facente parte dal 2006 della ArcelorMittal.
L'A.D. fu Lakshmi Mittal che deteneva l'88% della società. Mittal Steel ebbe sede a Rotterdam ma amministrata a Londra da Mittal e suo figlio Aditya Mittal. La società nacque quando la Ispat International N.V. acquisì la LNM Holdings N.V. (già controllate da Lakshmi Mittal) e venne creata la International Steel Group nel 2004. Il 25 giugno 2006, Mittal Steel decise di acquisire Arcelor, creando così la ArcelorMittal.

## Storia
L'azienda si formò dalla Ispat International creata nel 1978, facente parte all'epoca della indiana Ispat Industries Ltd fondata dal padre di Lakshmi Mittal e dal 1995 separata dalle altre proprietà di famiglia per contrasti tra padre e figlio Mittal.
Nel 1989, venne acquisita la Iron & Steel Company di Trinidad&Tobago. Nel 1992, acquisì Sibalsa. Nel 1994, fu la volta di Sidbec-Dosco. Nel 1995, venne comprata la Hamburger Stahlwerke, creando così Ispat International Ltd. e Ispat Shipping, e venne anche acquisita la Karmet Steel di Temirtau, in Kazakistan. Nel 1997, la società acquisì le tedesche Walzdraht Hochfeld GmbH e Stahlwerk Ruhrort. Nel 1997, la società divenne pubblica come Ispat International NV. Nel 1998, fu la volta di Inland Steel Company e nel 1999 acquisì Unimétal. Nel 2001, vennero comprate ALFASID e Sidex e nel 2002, la maggioranza azionaria di Mittal Steel South Africa. Nel 2003 la società acquisisce Nowa Huta.
Poi nel 2004 la polacca Polskie Huty Stali, BH Steel, e altre piccole società della Balkan Steel. Nel 2005 acquisisce International Steel Group e Kryvorizhstal.
Nel 2006 avviene la fusione con Arcelor e la nascita di ArcelorMittal.